# Dasyhelea aeratipennis
Dasyhelea aeratipennis är en tvåvingeart som först beskrevs av Frederick Askew Skuse 1889.  Dasyhelea aeratipennis ingår i släktet Dasyhelea och familjen svidknott. Inga underarter finns listade i Catalogue of Life.